# Willibald van Eichstätt

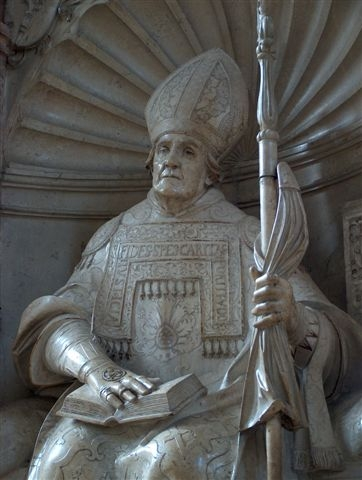

Willibald(us) was een gezel van Bonifatius. 

## Leven
Willibald werd geboren als zoon van Richard van Wessex, koning van de Angelsaksen en broer van Bonifatius. Als pelgrim reisde hij naar Rome en naar Palestina en verbleef vervolgens gedurende tien jaren in de Abdij van Monte Cassino, onder het bestuur van abt Petronax. Op verzoek van de paus vertrok hij naar het Noorden om zijn bloedverwant, Bonifatius, bij diens arbeid terzijde te staan. In 744 werd hij door Bonifatius tot bisschop gewijd. Hij stierf te Eichstätt in 786.

## Verering
Willibald werd in de Domkerk van Eichstätt begraven. Zijn gedenkdag is op 7 juli en hij is heilig verklaard.
- Bibsys: 96010598
- Bibliothèque nationale de France: cb122969477 (data)
- Digitale Bibliotheek voor de Nederlandse Letteren: will125
- Gemeinsame Normdatei: 118772007
- International Standard Name Identifier: 0000 0001 2237 8942
- Library of Congress Control Number: n84235634
- Nationale Bibliotheek van Israël: 987007270052105171
- Nederlandse Thesaurus van Auteursnamen: 067471528
- Réseau des bibliothèques de Suisse occidentale: 02-A000176747
- Système universitaire de documentation: 137069456
- Virtual International Authority File: 9913219
- WorldCat: E39PBJbtmvFMdw37YDGMQP6h73